# Chris Lindstrom
Christopher Paul Lindstrom (* 28. Februar 1997 in Dudley, Massachusetts) ist ein US-amerikanischer Footballspieler auf der Position des Offensive Guard, der am Boston College College Football spielte. 2019 wurde er von den Atlanta Falcons im NFL-Draft ausgewählt.

## Frühe Jahre
Lindstrom wuchs in seiner Geburtsstadt Dudley auf und ging auch hier auf die Highschool, später, zwischen 2015 und 2018, ging er auf das Boston College.

## NFL
Lindstrom wurde im NFL Draft 2019 in der ersten Runde an 14. Stelle von den Atlanta Falcons ausgewählt. Lindstrom galt bei Experten vor dem Draft als bestverfügbarster Spieler auf seiner Position. Lindstrom wurde in seiner ersten NFL-Saison zum Starter auf der Position des Right Guard ernannt. In seinem ersten NFL-Spiel gegen die Minnesota Vikings brach er sich den Fuß und wurde auf die Injured Reserve List gestellt. Zum Ende der Saison wurde er von den Falcons nochmals aktiviert. Er kam auf insgesamt fünf Einsätze. In seinem zweiten Jahr in der NFL absolvierte er alle 16 Spiele als Starter für die Falcons. Auch in seinem dritten Jahr absolvierte er alle 17 Spiele als Starter. In der Saison 2022 wurde er zum ersten Mal in den Pro Bowl gewählt.
Am 13. März 2023 unterschrieb Lindstrom einen Fünf-Jahres-Vertrag bei den Falcons. Nach der Saison 2023 und nach der Saison 2024 wurde er zum zweiten und zum dritten Mal in den Pro Bowl gewählt.

## Persönliches
Lindstroms Vater spielte und sein Bruder spielt aktuell College Football auf dem Boston College. Sein Vater spielte Football in der United States Football League für Chicago Blitz (1984).